# Приморье
Примо́рье — физико-географический район в составе Дальнего Востока России, охватывающий заамурскую часть Хабаровского края и Приморский край Российской Федерации. Регион вошёл в состав России в 1860 году по итогам Пекинского договора с Цинской империей.

## География

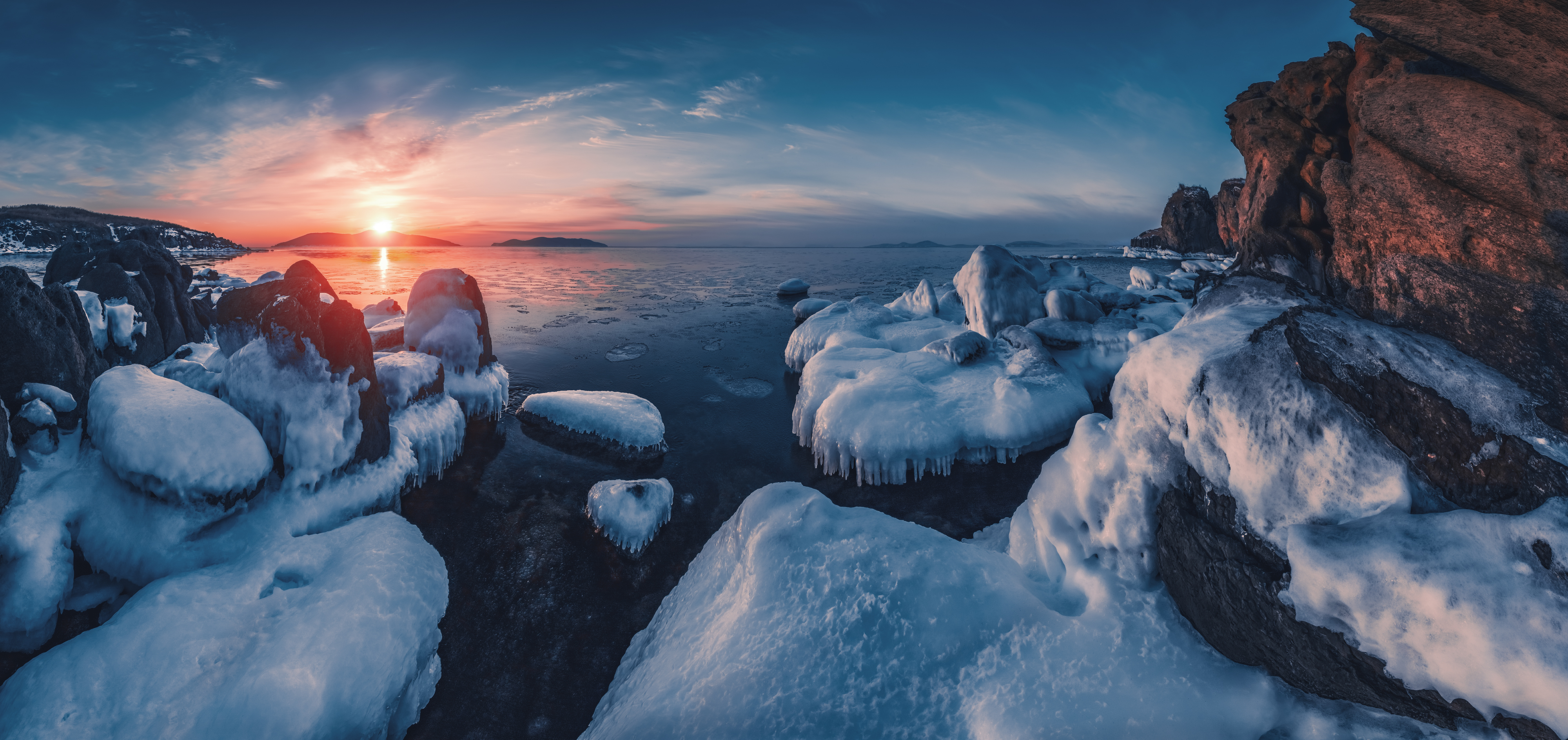
Восход Солнца в Приморье

Рельеф Приморья определяется прежде всего хребтом Сихотэ-Алинь, который протянулся через весь район и является его основной частью. На юге района имеется Приханкайская равнина, на севере Приморье частично охватывает восточную часть равнины Санцзян. Также имеются равнинные области в долине реки Уссури. Высочайшая точка района гора Тордоки-Янги высотой 2090 метров. На западе граница с Китаем, которая проходит большей частью по реке Уссури. На крайнем юге граничит с КНДР по реке Туманная. На севере тоже по реке Амур с остальной территорией России. На северо-востоке — Татарский пролив, отделяющий Сахалин от материка. На востоке — Японское море.
Крупнейшее озеро района — Ханка, частично расположенное в китайской Маньчжурии.
Приморский регион находится в часовой зоне МСК+7. Смещение применяемого времени относительно UTC составляет +10:00.

## Геология
Геологическое строение района очень сложное, он относится к области мезозойской складчатости, имеет много разломов. Почти весь район входит в зону геологической активности, что обуславливает его сейсмичность. Однако землетрясения здесь бывают редко, из-за удалённости от границ литосферных плит.
Район целиком расположен на Маньчжурской плите.

## Природа
Природа региона исключительно разнообразна, она совмещает в себе элементы природных зон умеренного и субтропического поясов.

### Флора
Флора региона разнообразна и включает множество видов растений, многие из которых являются эндемиками. В Приморье встречается женьшень (корень жизни), пролеска пролесковидная, экзохорда пыльчатолистная, бразения Шребера, лотос Комарова, некоторые виды папоротников и лиан.

### Фауна
Животный мир Приморья также очень богат. Здесь обитают уссурийский тигр, встречаются изюбрь, дикий кабан, восточносибирский леопард, амурский горал, красный волк. Из птиц здесь можно увидеть редкого японского журавля, дальневосточного аиста, тростниковую сутору, чёрного грифа, сухоноса, рыбного филина, хохлатого старика, красноногого ибиса, белоспинного альбатроса, бабочку махаона и других.

## Климат
Климат Приморья умеренный, муссонный с жарким влажным летом и сухой холодной зимой. Приморье относится к зоне избыточного увлажнения, что связано с обильными дождями. Характерной особенностью является не только широтность изменения климатических условий, но и в долготность, что связано с Сихотэ-Алиньскими горами. Западная часть характеризуется более сухим и жарким климатом, в горах прохладно и выпадает максимальное количество осадков, а восточная и южная части имеют сильное влияние Тихого океана и холодного Приморского течения, что обуславливает довольно низкие температуры летом и более высокие зимой, а также частые туманы и моросящие дожди.
Сильное влияние океана, а также тот факт, что Приморье стоит на месте, где встречаются самый большой океан (Тихий) с самым большим континентом на Земле (Евразия), в целом обеспечивает своеобразную погоду. Весна в Приморье затяжная, нередко ветреная и пасмурная. Лето и осень в регион приходят с запозданием, что связано с влиянием океана. Осень тёплая, сухая, солнечная. Зима же холодная для столь низких широт, что связано с влиянием прежде всего зимнего муссона, приносящего из глубин континента холодный воздух.

## Экология
Динамичное развитие торговых отношений с КНР после распада СССР повлекло изменения в лесном хозяйстве и экологической обстановке в области. Объективные данные, полученные на основе обработки спутниковых снимков, показывают значительный ущерб лесному фонду, нанесённый за 2001—2019 гг.
На основе десятилетних наблюдений был сделан вывод, что объём вырубок многократно превышает разрешённый и декларируемый. Это вызвало обеспокоенность Всемирного фонда дикой природы. Лесопилки и лесные склады, принадлежащие китайцам, играют ключевую роль в распространении незаконных рубок (стр. 17). Причём в этом бизнесе не последнее место занимают представители ОПГ.
Браконьерство вносит вклад в сокращение редких видов животных; а основным направлением контрабанды стал вывоз частей и дериватов.

## История

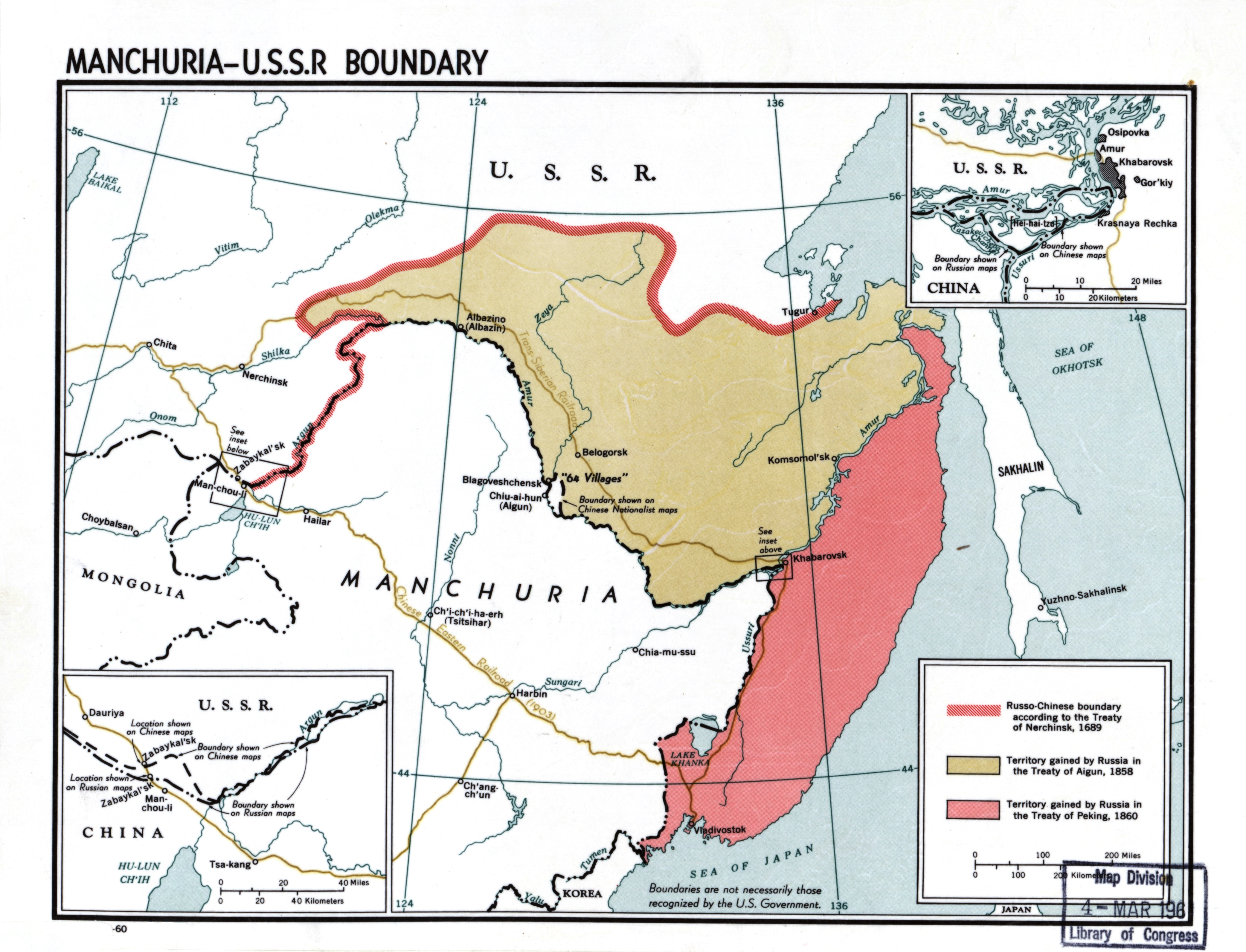
Территории, отошедшие к России по:
Айгунскому договору 1858 года
Пекинскому договору 1860 года. Приморье выделено красным цветом

Приморье вошло в состав России в результате подписания с Китаем Пекинского договора 1860 года.
Исследованием природы Приморского края занимались экспедиции М. И. Венюкова (1858), Н. М. Пржевальского (1867—1869), В. К. Арсеньева (1906—1910).

## Население

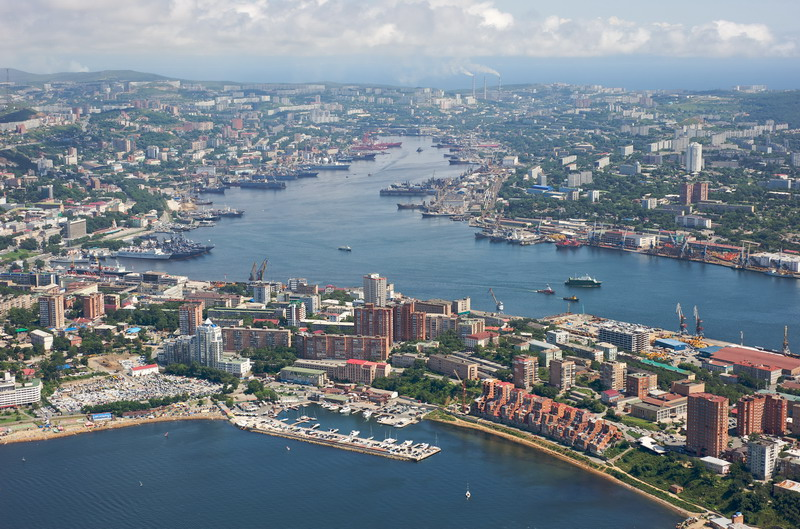
Владивосток — один из крупнейших городов Приморского региона

Население региона — около 3 млн чел., большинство которых составляют восточнославянские народы (русские, украинцы); также проживают представители коренных малочисленных народов Дальнего Востока (нанайцы, удэгейцы, орочи, ульчи, нивхи, негидальцы), а также корейцы и китайцы.
Крупнейшими населёнными пунктами Приморья являются города:
- Владивосток — 594 201[7] (2025) — административный центр Приморского края и Дальневосточного федерального округа. Расположен на юге региона, на берегу Японского моря.
- Хабаровск — 615 600[7] (2025) — административный центр Хабаровского края. Расположен на севере региона, на берегу реки Амур.
- Уссурийск — 178 803[8] (2025) — расположен на Приханкайской равнине.
- Находка — 133 859[8] (2025) — крупнейший порт России на Тихом океане.
- Артём — 108 274[8] (2025) — город-спутник Владивостока, вместе с которым составляет Владивостокскую агломерацию.
- Арсеньев — 46 543[8] (2025).
- Спасск-Дальний — 34 370[8] (2025).
- Большой Камень — 40 387[8] (2025).
- Партизанск — 32 635[8] (2025).

А также менее крупные города — Дальнегорск, Лесозаводск, Дальнереченск, Бикин, Советская Гавань.